# Крастев, Петер
Петер Крастев (венг. Krasztev Péter, болг. Петър Кръстев; род. 1965, Будапешт) — венгерский этнограф, литературовед и публицист болгарского происхождения.
Преподавал в Будапештском университете, Центрально-Европейском университете. Возглавлял Культурный институт Венгрии в Братиславе.
Автор монографий «Мы должны родиться заново: Символизм в литературе Центральной и Восточной Европы» (венг. Ismet ujra Kell Szuletnunk: A Szimbolista Irányzat a Közép- és Kelet-Európai Irodalmakban; 1994) и «Не что иное как миф: Литература, кино и повседневная жизнь в Центральной и Восточной Европе» (венг. Mítosz, semmi más: Irodalom, film, hétköznapok Közép-és Kelet Európában; 1997), а также книги «Декаданс: Литература Центральной и Восточной Европы на рубеже веков» (венг. Áttünések: A Századforduló Irodalma Közep- és Kelet Európában; 1992, в соавторстве). Исследовал судьбы болгарских эмигрантов в Турции (этнических тюрков), снял о них документальный фильм и написал развёрнутую статью, предваряя которую, Антонина Желязкова характеризует Крастева как обладающего «изысканным стилем и впечатляюще зрелым философским и политическим анализом».
Среди вызвавших наиболее широкий резонанс публицистических выступлений Крастева — статья «Кто будет отвечать?» (англ. Who Will Take the Blame?), в которой сербский кинематограф 1990-х гг., в том числе фильм Эмира Кустурицы «Андеграунд», обвинялся в закреплении национальных комплексов, ведущих к дистанцированию сербского народа от остальной Европы.
Избранные работы Крастева были переведены на русский язык и составили книгу «Взгляд перса: Литературные и антропологические исследования о Центральной и Восточной Европе» (М.: РОССПЭН, 2004. — 224 с.).